# Elisabeth Jerichau-Baumann
Anna Maria Elisabeth Lisinska Jerichau-Baumann (Varsavia, 21 novembre 1819 – Copenaghen, 11 luglio 1881) è stata una pittrice polacca naturalizzata danese.

## Biografia

### Primi anni

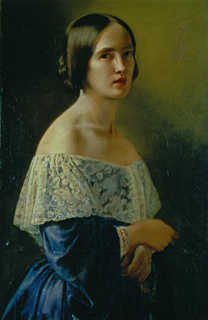
Autoritratto, 1845

Elisabeth Jerichau-Baumann nacque a Żoliborz (dal francese Joli Bord), un distretto amministrativo di Varsavia. Suo padre Philip Adolph Baumann, un cartografo, e sua madre Johanne Frederikke Reyer erano di origine tedesca.
All'età di diciannove anni, lei iniziò i suoi studi nell'accademia d'arte di Düsseldorf, che all'epoca era uno dei centri artistici più importanti d'Europa, e i suoi primi soggetti derivavano dalla vita slovacca. Iniziò a esporre alla sede della scuola di pittura di Düsseldorf, della quale era un'associata, e nel 1844 attirò per la prima volta l'attenzione del pubblico. Dopo essersi trasferita a Roma, i suoi dipinti si basarono principalmente sulla vita locale. Quando Baumann non viaggiava, passava molte ore al giorno nel suo studio romano. Qui aveva una grande passione per i pittori italiani. Baumann, tuttavia, ebbe un grande successo all'estero, e aveva un seguito speciale in Francia, dove era stata rappresentata per due volte all'esposizione universale di Parigi del 1867 e del 1878. Nel 1852 espose alcuni dei suoi dipinti a Londra e la regina Vittoria chiese che una presentazione privata avvenisse al palazzo Buckingham. Tra i ritratti presentati alla regina c'era il suo dipinto di Hans Christian Andersen, finito nel 1850.

### Gliharemottomani
Tra il 1869 e il 1870, Baumann viaggiò moltissimo nel Mediterraneo orientale e in Medio Oriente, e nel suo viaggio tra il 1874 e il 1875 venne accompagnata da suo figlio Harald. Essendo una donna, poteva avere accesso agli harem dell'impero ottomano, pertanto poté dipingere delle scene della vita negli harem dall'osservazione personale, al contrario della maggior parte degli artisti dell'epoca, il cui lavoro su questo soggetto popolare derivava dall'immaginazione o da altri artisti orientalisti. Ciononostante, come fa notare Mary Roberts, dovette tenere a freno il suo desiderio di dipingere le donne negli harem come amavano immaginarle gli europei perché questi insistevano nell'averle dipinte secondo l'ultima moda parigina.

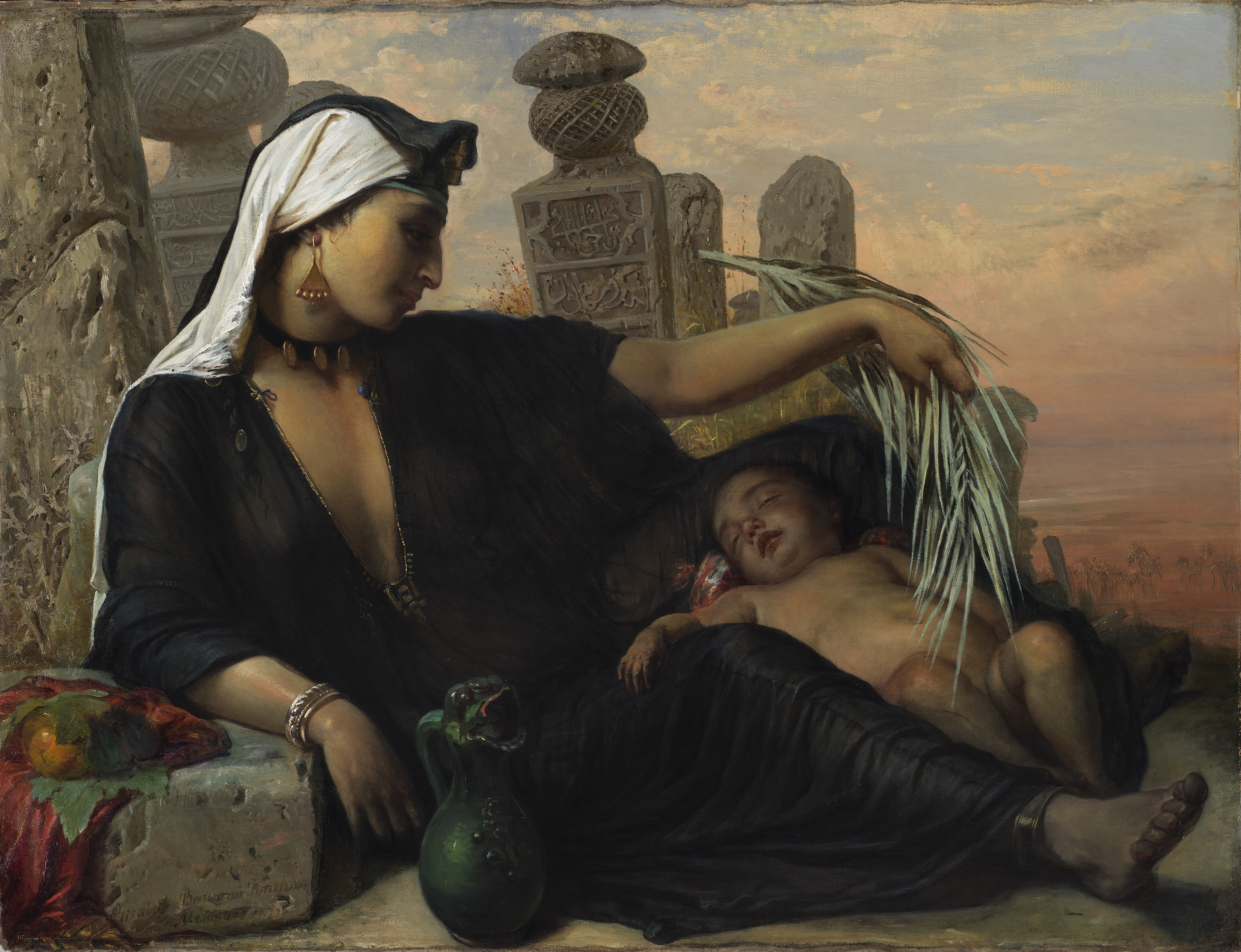
Una fellah egiziana con il suo bambino, 1872

Nel 1869, poté entrare nell'harem di Mustafa Fazil Pascià: ella riuscì ad avere il permesso per entrare grazie al suo patrocinio reale in Danimarca e portò con sé una lettera di introduzione dalla principessa Alessandra di Danimarca, allora la principessa del Galles. La principessa aveva accompagnato il marito (il futuro Edoardo VII) in un grande viaggio che includeva l'impero ottomano, visitato quell'anno in precedenza, e quindi ciò aveva avuto una grande influenza. Ma il fatto che Mustafa fosse un liberale favorevole a un governo costituzionale in stile occidentale e che fosse un sostenitore della modernizzazione giocarono una parte importante sul suo accesso al luogo. Elisabeth rimase estasiata dalla figlia di Mustafa Pascià, Nazlı, e scrisse al marito e ai bambini di «essersi innamorata di una bellissima principessa turca».
Le sue opere di questo periodo sono talvolta decorative e spesso sentimentali, ma con un senso fine del colore e dell'illuminazione. La sensualità in alcuni di questi dipinti era ancora considerata un tabù in alcune parti dell'Europa e il mondo artistico danese aveva provato a tenere nascoste queste opere. La qualità erotica di molte delle statue del marito potrebbe averla aiutata a ignorare questo provincialismo nonostante i rischi sociali ovvi di una donna del tempo.

### Vita privata

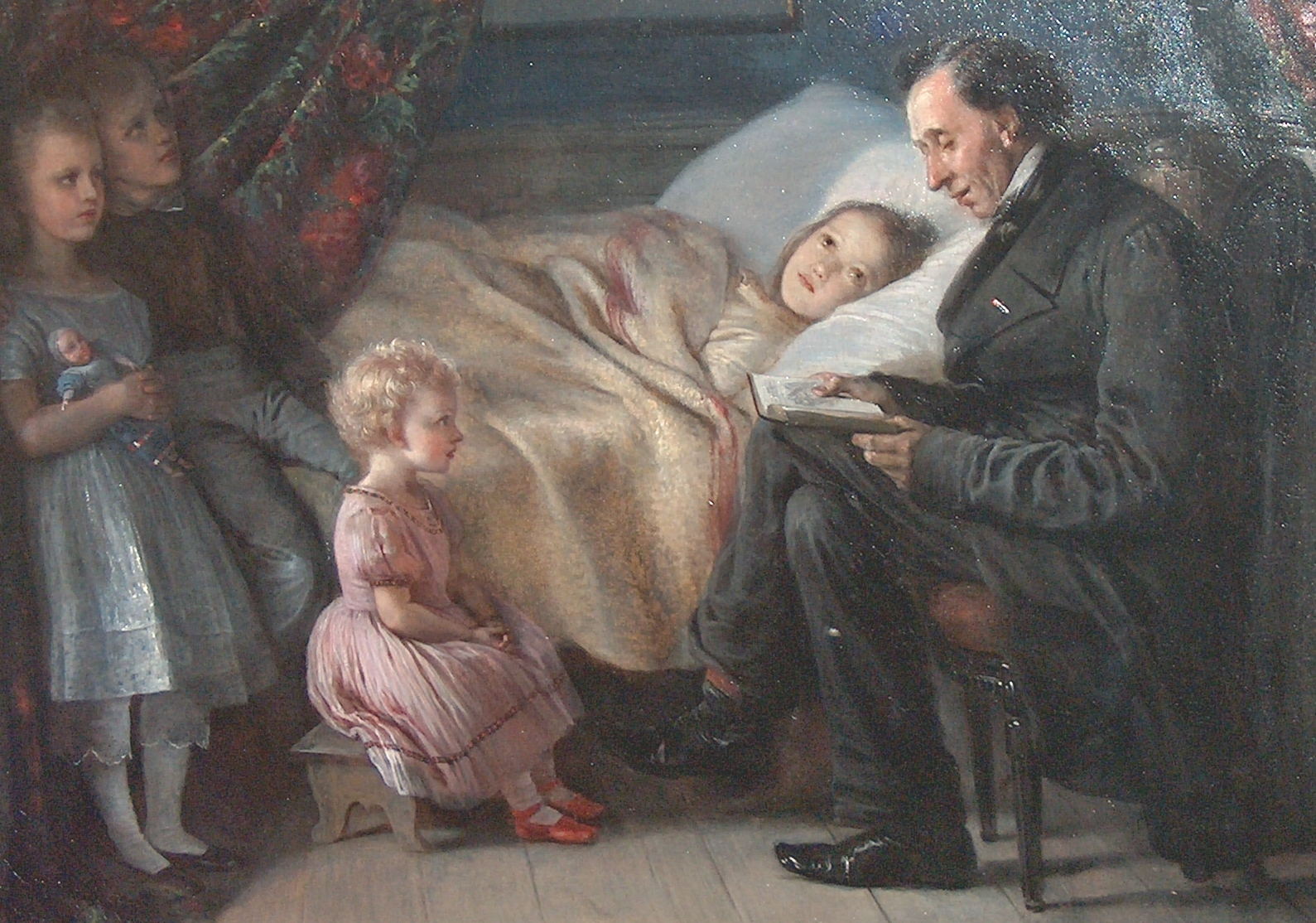
Un dipinto del 1862 che ritrae Hans Christian Andersen che legge un libro ad alcuni dei figli dell'artista.

Elisabeth Baumann incontrò il marito, Jens Adolf Jerichau, un professore d'arte, a Roma. I due si sposarono nel 1846 ed ebbero nove figli, due dei quali morirono nell'infanzia. Molti divennero dei pittori esperti, come Harald Jerichau (1851–1878), che morì di malaria e tifo a Roma, e Holger Hvitfeldt Jerichau (1861–1900), che dipingeva soprattutto dei paesaggi impressionisti. Le sue opere si guadagnarono il favore della famiglia reale russa, il cui mecenatismo la aiutò a finanziare i suoi viaggi all'estero. Veniva definita una «vera lungimirante e un'artista di talento» dai critici d'arte dell'epoca e realizzò molte mostre di successo, ma morì all'età di 41 anni. Uno dei suoi dipinti fu venduto nel 1991 per più di dodicimila dollari. Elisabeth (che morì nel 1881 a Copenaghen) ebbe vari altri discendenti che furono artisti, e il nipote J.A. Jerichau (1891–1916) fu uno dei pittori modernisti più talentuosi della Danimarca.

## Opere scelte
- Autoritratto, 1845

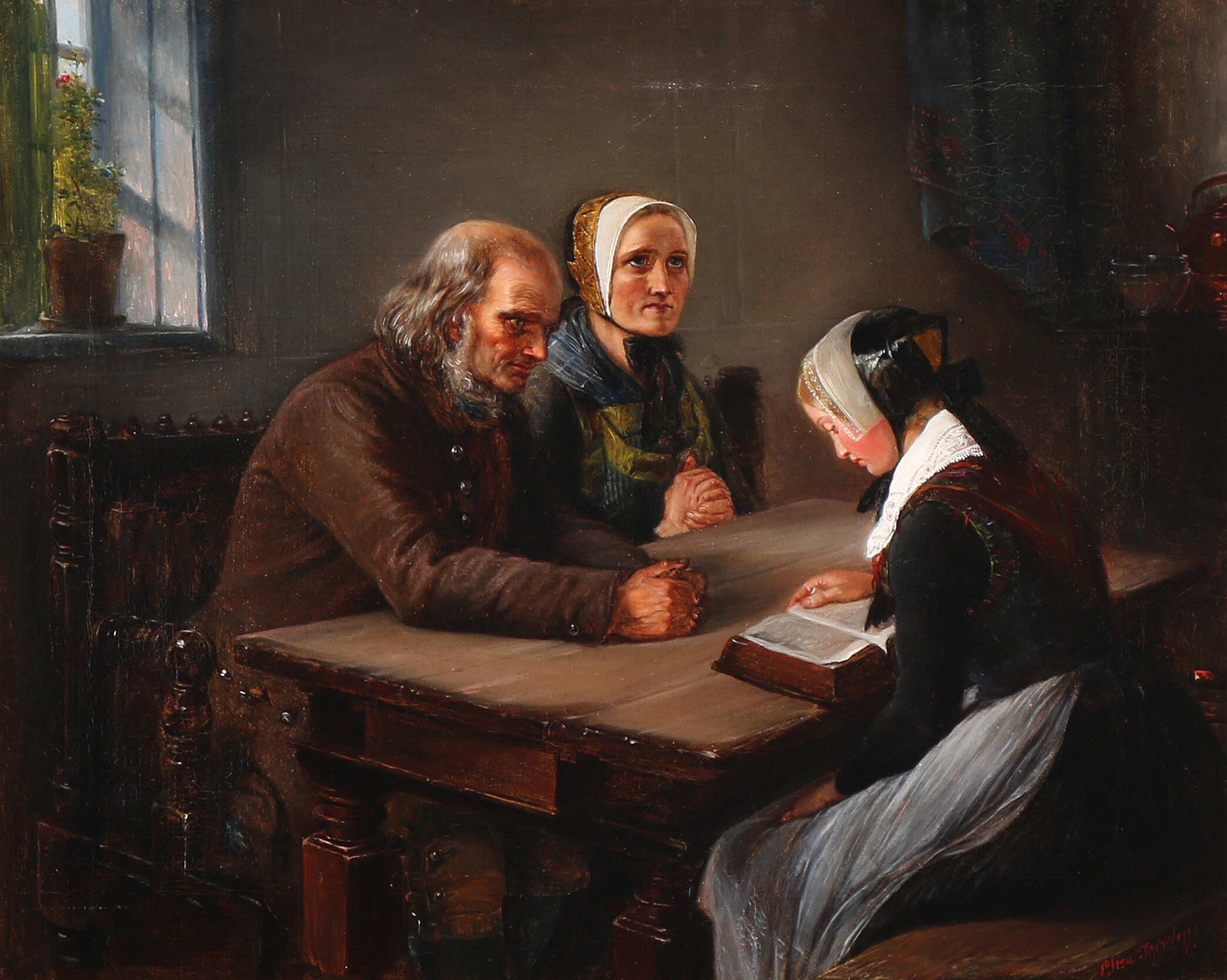
Una ragazza che legge la Bibbia, 1854

- Ritratto di Jens Adolf Jerichau, 1846
- Madre Danimarca, 1851
- Una ragazza che legge la Bibbia, 1854
- Doppio ritratto dei fratelli Grimm, 1855
- La principessa Alessandra di Danimarca, 1861
- Il soldato danese ferito, 1865
- Una fellah egiziana con il suo bambino, 1872
- Una sirena, 1873
- Commessa egiziana a Giza, 1876-1878

## Galleria d'immagini

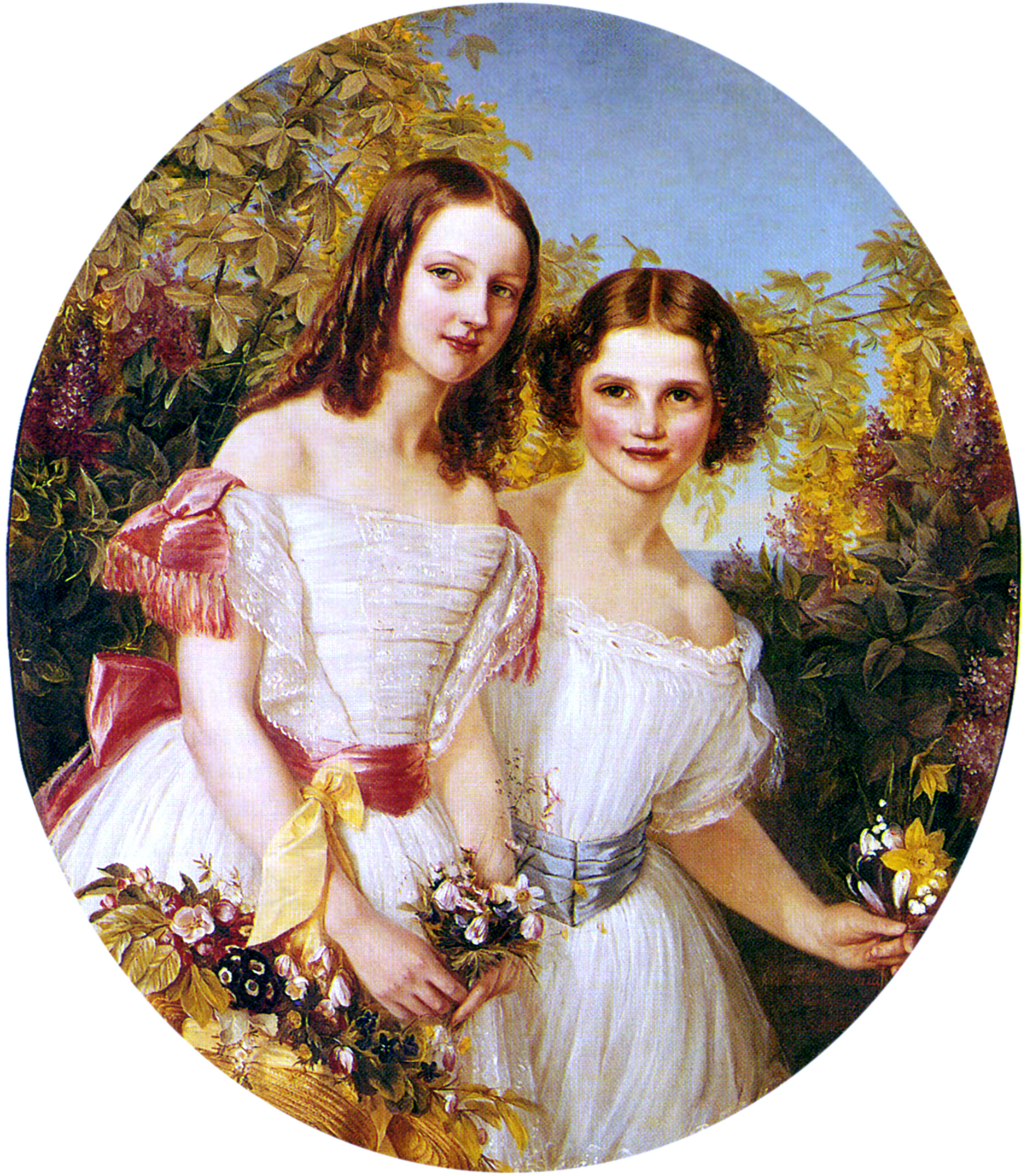
Ritratto di Alessandra e Dagmar, 1856
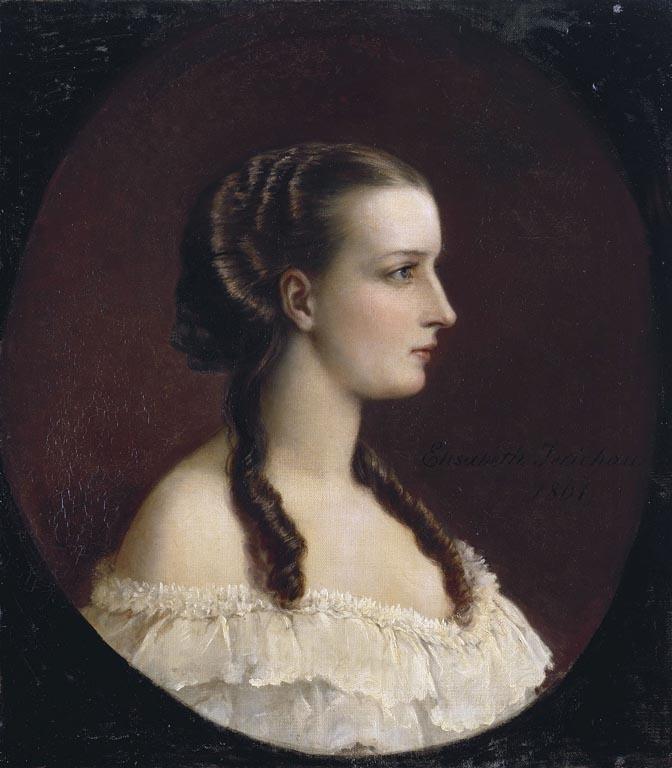
La principessa Alessandra di Danimarca, 1861
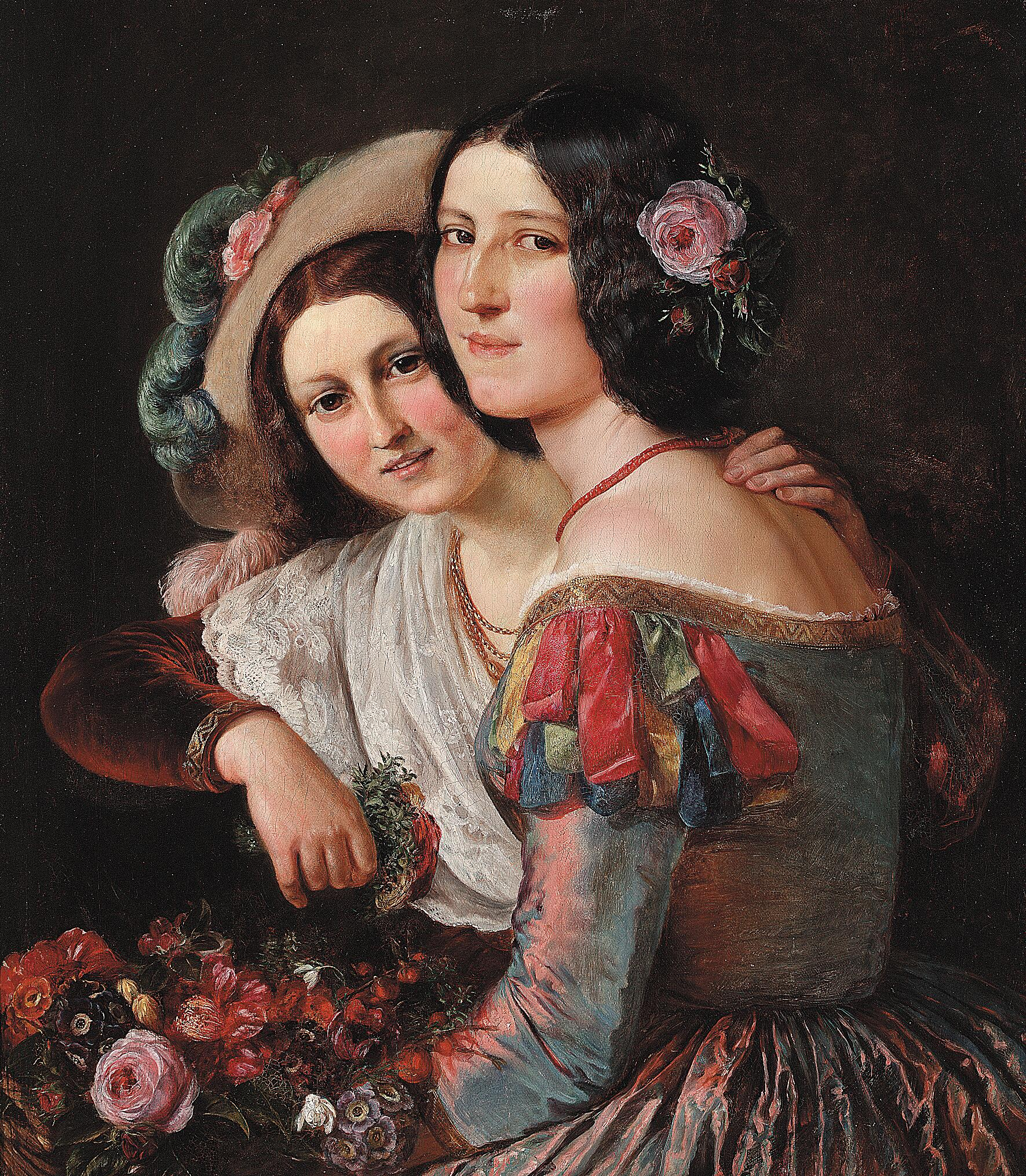
Due donne italiane in abiti colorati carnevaleschi, ante 1881